# Vrijheid van geweten
Gewetensvrijheid of vrijheid van geweten  is de vrijheid van het individu om naar het eigen morele kader te handelen, zodat er geen gewetensnood optreedt. Dwang van buitenaf kan die vrijheid belemmeren, zowel in een sociale context als door een overheid. Bij gewetensvrijheid worden de individuele criteria die aan goed en kwaad verbonden zijn, gerespecteerd door de omgeving en door de autoriteiten. Het ontwikkelen van een moreel kader, en de vrijheid ernaar te handelen zijn vaak vastgelegd in (grond)wetten. Toch kan dit recht niet in absolute zin geclaimd worden. Zo kan een overheid bepalen dat het mensen wordt verplicht om onderwijs te volgen, waarmee ook hun morele kader deels gevormd wordt. Naast de leerplicht heeft een overheid de bevoegdheid om maatregelen te nemen ten behoeve van de openbare orde en de veiligheid. Gewetensvrijheid kent overlappingen met vrijheid van godsdienst, vrijheid van meningsuiting en vrijheid van gedachte. Het onderscheid tussen deze vrijheden is soms diffuus.

## Internationaal
Gewetensvrijheid is een recht dat in het internationaal recht in verschillende verdragen is vastgelegd. Met de opname ervan in de Universele Verklaring van de Rechten van de Mens (UVRM) en het Europees Verdrag voor de Rechten van de Mens (EVRM) is het een universeel mensenrecht. Gewetensvrijheid is in westerse rechtsstaten vaak een onderdeel van een groter geheel van grondrechten. Zo staan in de Nederlandse grondwet godsdienstvrijheid en vrijheid van meningsuiting en vrijheid van drukpers opgenomen. De Belgische grondwet kent eveneens zulke vrijheden. Veel meer leden van de Verenigde Naties (VN) hebben het UVRM anvaard, al dan niet met kanttekeningen. Het EVRM is bindend voor de 47 lidstaten van de Raad van Europa.

Artikel 18.
Een ieder heeft recht op vrijheid van gedachten, geweten en godsdienst; dit recht omvat tevens de vrijheid om van godsdienst of overtuiging te veranderen, alsmede de vrijheid hetzij alleen, hetzij met anderen zowel in het openbaar als in zijn particuliere leven zijn godsdienst of overtuiging te belijden door het onderwijzen ervan, door praktische toepassing, door eredienst en de inachtneming van geboden en voorschriften.
— Universele Verklaring van de Rechten van de Mens (UVRM)

Artikel 9.
1. Een ieder heeft recht op vrijheid van gedachte, geweten en godsdienst; dit recht omvat tevens de vrijheid om van godsdienst of overtuiging te veranderen, alsmede de vrijheid hetzij alleen, hetzij met anderen, zowel in het openbaar als privé zijn godsdienst te belijden of overtuiging tot uitdrukking te brengen in erediensten, in onderricht, in praktische toepassing ervan en in het onderhouden van geboden en voorschriften.

2. De vrijheid zijn godsdienst te belijden of overtuiging tot uiting te brengen kan aan geen andere beperkingen worden onderworpen dan die die bij de wet zijn voorzien en in een democratische samenleving noodzakelijk zijn in het belang van de openbare veiligheid, voor de bescherming van de openbare orde, gezondheid of goede zeden of voor de bescherming van de rechten en vrijheden van anderen.

— Europees Verdrag voor de Rechten van de Mens (EVRM)

Filosofen als Plato en Socrates hebben de gewetensvrijheid aangesneden, hoewel dat niet uitgebreid was. Als eerste geschreven en noemenswaardige benoeming van deze vrijheid geldt een Edict van koning Asoka de Grote.
Als eerste stap naar gewetensvrijheid in het Westen wordt de wetgeving hieromtrent van Elizabeth I van Engeland genoemd. Deze wetgeving zou ze volgens volgens Francis Bacon hebben ingevoerd omdat ze geen inzicht had in de zielen en geheime gedachtes van mensen.

## Nationaal

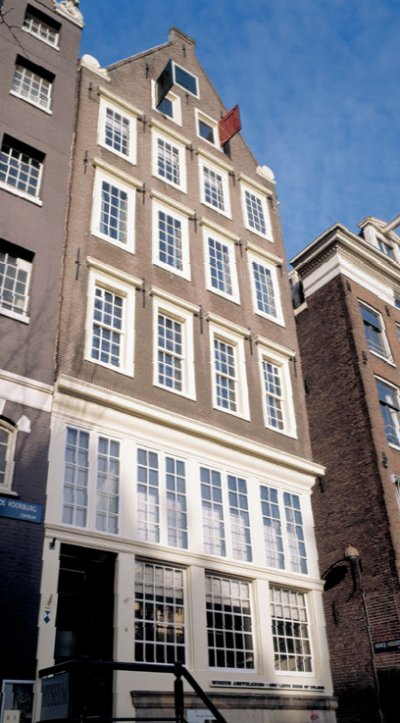
Amsterdamse schuilkerk "Ons' Lieve Heer op Solder"

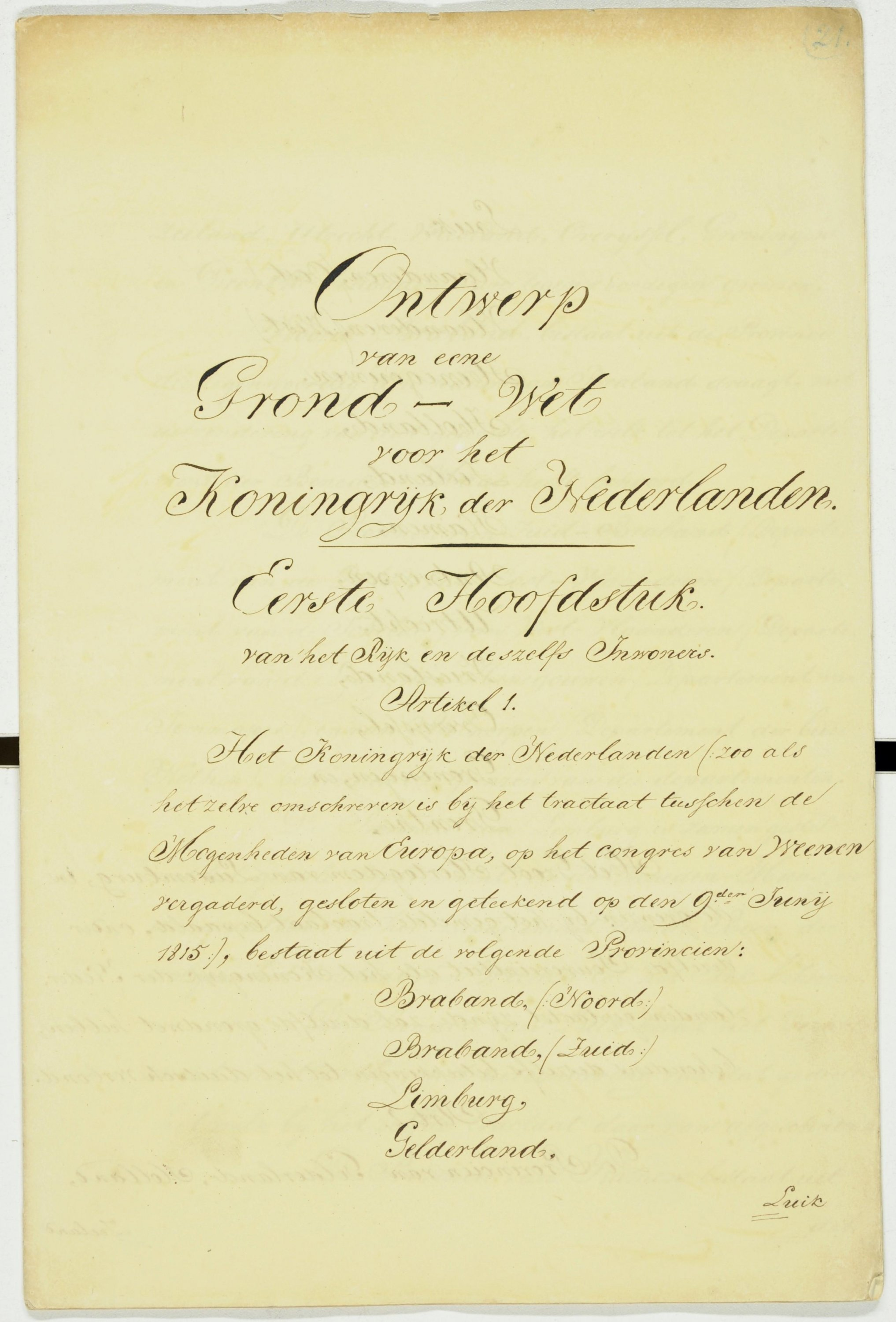
Grondwet van het Koninkrijk der Nederlanden (1815)

### De Nederlanden
In de Nederlanden werd in 1579 in artikel 13 van de Unie van Utrecht al een vorm van gewetensvrijheid vastgelegd. Alleen het houden van openbare erediensten was beperkt, en mocht uitsluitend worden uitgeoefend door de Nederduitse Gereformeerde Kerk (de staatskerk). Hoewel de Unie protestant was, mochten goedwillende steden en gewesten die katholiek wensten te blijven zich volgens een nadere verklaring gewoon aansluiten. Daarmee was er geen godsdienstvrijheid, maar wel gewetensvrijheid. Individuele personen werden niet geacht tegen hun geweten in een bepaalde religieuze overtuiging aan te nemen. In andere delen van Europa diende men zich strikt naar de religie van de vorst te voegen, een principe dat Cuius regio, eius religio genoemd wordt. Calvinisten uit Frankrijk (hugenoten) zouden dan ook later naar de Nederlanden vluchten.
In 1795 werd in de Bataafse Republiek met de scheiding van kerk en staat de beperkte vrijheid uitgebreid. Met de Grondwetsherziening van 1848 kwam er een grotere godsdienstvrijheid. In 1983 werd onder invloed van het EVRM het processieverbod geschrapt. Met deze wijziging zijn de vrijheid van godsdienst, levensbeschouwelijke overtuiging en politieke overtuiging gekomen tot wat zij op dit moment in de Nederlandse context zijn. Hoewel in het internationaal recht gewetensvrijheid specifiek wordt genoemd, is dat in de Nederlandse wet niet (overal) het geval. De wetgever geeft echter binnen de eerder genoemde vrijheden de gewetensvrijheid wel volledig mee.

### Grondwetsartikelen
De Nederlandse Grondwet verankert gewetensvrijheid in artikel 7, dat de vrijheid van meningsuiting behelst en daarmee een uitbreiding is van de vrijheid van geweten. Artikel 6 behandelt de aanverwante godsdienstvrijheid en artikel 8 de vrijheid van vereniging, waarmee verreweg de meeste meningen, gedachten, opvattingen, het hebben ervan en het uiten ervan op zowel individueel niveau als in gezamenlijkheid vertegenwoordigd zijn in de grondwet.

Artikel 7.
1. Niemand heeft voorafgaand verlof nodig om door de drukpers gedachten of gevoelens te openbaren, behoudens ieders verantwoordelijkheid volgens de wet.
2. De wet stelt regels omtrent radio en televisie. Er is geen voorafgaand toezicht op de inhoud van een radio- of televisie-uitzending.
3. Voor het openbaren van gedachten of gevoelens door andere dan in de voorgaande leden genoemde middelen heeft niemand voorafgaand verlof nodig wegens de inhoud daarvan, behoudens ieders verantwoordelijkheid volgens de wet. De wet kan het geven van vertoningen toegankelijk voor personen jonger dan zestien jaar regelen ter bescherming van de goede zeden.
4. De voorgaande leden zijn niet van toepassing op het maken van handelsreclame.

— Art. 7 van de Nederlandse Grondwet

Ook in de Belgische Grondwet is dit verankerd. Titel 2 behandelt de grondrechten en in artikel 19 staat de vrijheid van meningsuiting. In artikel 20 en 21 worden de vrijheid van godsdienst geregeld. Artikel 21 betreft de scheiding tussen kerk en staat.

Artikel 19.

De vrijheid van eredienst, de vrije openbare uitoefening ervan, alsmede de vrijheid om op elk gebied zijn mening te uiten, zijn gewaarborgd, behoudens bestraffing van de misdrijven die ter gelegenheid van het gebruikmaken van die vrijheden worden gepleegd.
— Art. 19 van de Belgische Grondwet

### Beperkingen
In de Nederlandse grondwet wordt al met regelmaat ten opzichte van vrijheden, een uitzondering mogelijk gemaakt. Dat gebeurt met de zinsnede behoudens ieders verantwoordelijkheid volgens de wet.. Een uitzondering binnen de Nederlandse wetgeving kan ontstaan omdat individuele vrijheden de vrijheden van andere individuen en de openbare orde en veiligheid niet mogen aantasten. Er is bijvoorbeeld vrijheid van meningsuiting, maar die wordt beperkt door onder meer het verbod op smaad en laster.
Bij de vorming van een geweten is het van belang dat de autoriteiten en sociale groepen niet pogen de individuele ontwikkeling van normen en waarden, opvattingen, et cetera te sturen of zelfs te beheersen. In dictaturen gebeurt dat vaak juist wel. Voorbeelden van zulke beïnvloeding komen dan terug in onder andere het onderwijs, de invloed op de rechterlijke macht, et cetera. Toch is er in een rechtsstaat met duidelijke afbakeningen zoals scheiding van kerk en staat en trias politica sprake van invloed op de gewetensvorming, hetzij op een ander, minimaal niveau. Deze inperking geldt bijvoorbeeld door de leerplicht, dienstplicht en burgerlijke ongehoorzaamheid. Grondrechten kunnen dus niet ingezet worden om plichten of verboden te omzeilen. Dienstweigering is en bijzonder geval. Ook hierin spelen de autoriteiten een belangrijke rol in de vorming van iemand geweten, waar echter een defensieapparaat noodzakelijk is voor de openbare orde en veiligheid. Dienstweigering wordt echter vaak wel geaccepteerd op grond van levensbeschouwelijke of geloofsovertuiging. In bijvoorbeeld Duitsland wordt dienstweigering niet op die grond geaccepteerd, maar wel in het algemeen. Daarmee omzeilt men het bezwaar een uitzondering te maken voor een specifieke groep, dat in artikel 19 van de Duitse grondwet is uitgesloten.

## Theologie

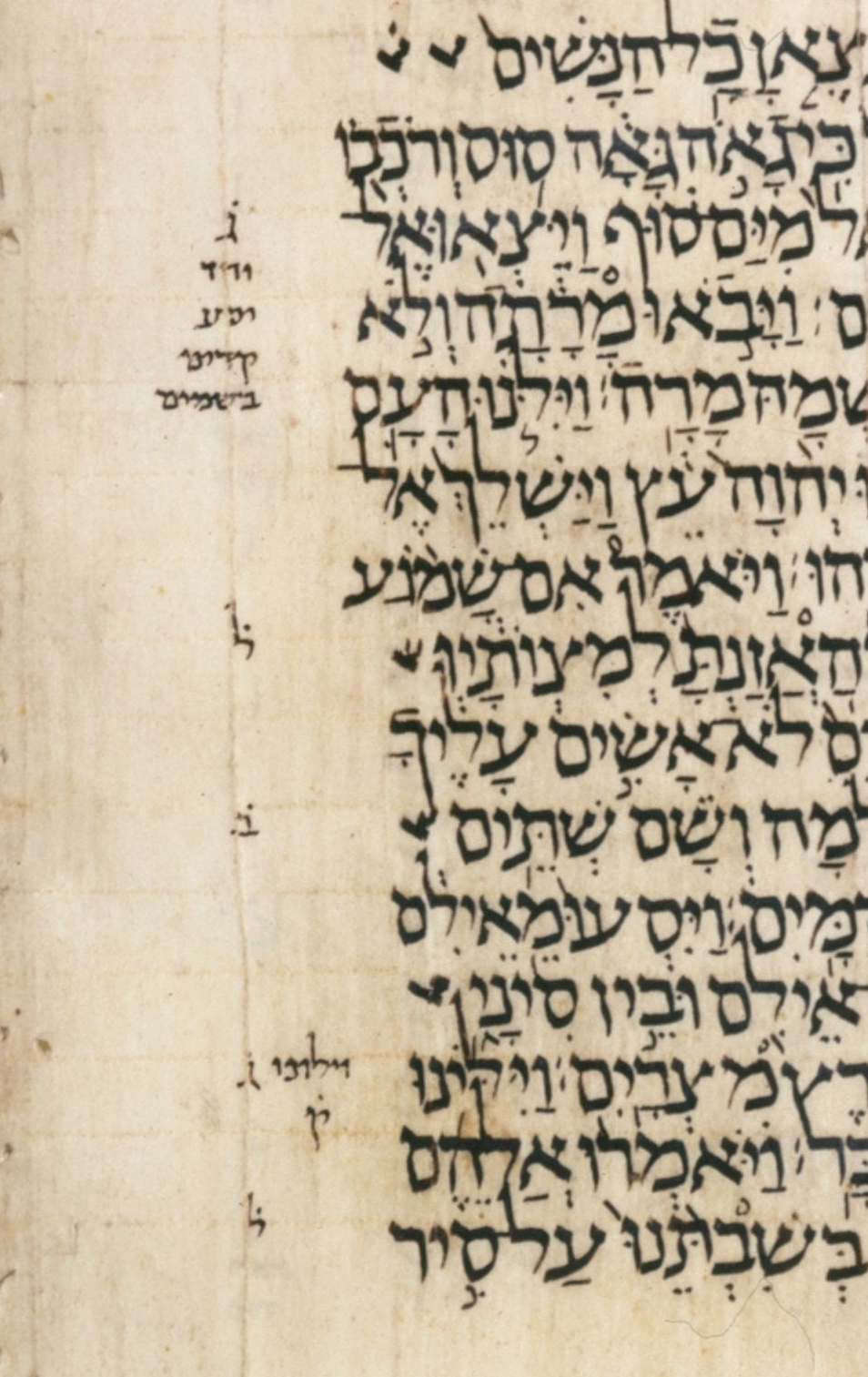
Fragment uit de Tenach (Codex Leningradensis)

### Tenach en Jodendom
In Genesis geeft de God van Noach hem al de opdracht geen mensen te doden, omdat wie des mensen bloed vergiet, diens bloed zal door de mens vergoten worden. In de Tien Geboden wordt gewag van gemaakt dat ook de vreemdeling die in uw steden woont en min de dienstknecht (slaaf) en de dienstmaagd de sabbatdag als rustdag toekomen. De vrijheid van geweten en godsdienst zijn in het jodendom in die zin essentieel, dat de godsdienst voortdurend bedreigd en uitsluiten kan bestaan in een samenleving met die vrijheden.

### Nieuwe Testament en christendom
In het Nieuwe Testament komt een aantal teksten voor, die de gewetensvrijheid lijken te onderschrijven. In de Brief van Paulus aan de Romeinen schrijft de auteur Houd gij het geloof, dat gij hebt bij uzelf voor het aangezicht Gods. Zalig is hij, die zich geen verwijten maakt bij wat hij goed acht.

### Rooms-Katholieke Kerk

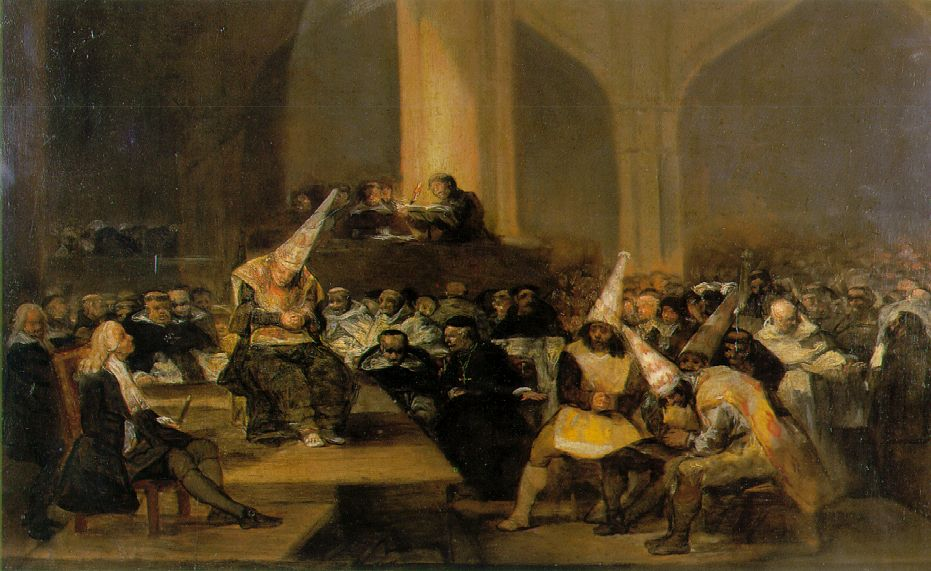
Inquisitie-bijeenkomst, door Francisco Goya

Tot de vierde eeuw stonden thema's als naastenliefde en menselijke waardigheid voorop. Met de mogelijkheden die geschapen werden door de invoering van het christendom als staatsgodsdienst, kwamen gehoorzaamheid aan de staat en kerk meer op de voorgrond. Vanaf 1175 was er sprake van vervolging van ketters door de Inquisitie. Ter handhaving van de rooms-katholieke leer werd in 1478 de Spaanse Inquisitie ingesteld. Deze had als primaire taak de bestrijding van het protestantisme, maar dreef grote groepen Joden weg en trad op tegen de moslims in het zuiden van Spanje, de Moren. Beide groepen werden vaak gedwongen tot bekering.
De Rooms-Katholieke Kerk wijzigde de koers van afwijzing enigszins met Immortale Dei en het Tweede Vaticaans Concilie (1962–1965). Sinds dit concilie erkent de Rooms-Katholieke Kerk erkent met het document Dignitatis humanae de gewetensvrijheid en de godsdienstvrijheid, niet tegenstaande dat zij niet erkent dat religies, overtuigingen, et cetera gelijk zijn. De Rooms-katholieke leer veroordeelt namelijk indifferentisme en religieus relativisme. Anders geformuleerd: zij vindt dat Waarheid absoluut is. De Inquisitie is omgevormd tot de Congregatie voor de Geloofsleer. Deze organisatie zou minder onderhevig moeten worden aan willekeur en zaken hoor en wederhoor beter moeten toepassen, zodat procedures rechtvaardiger zouden verlopen.

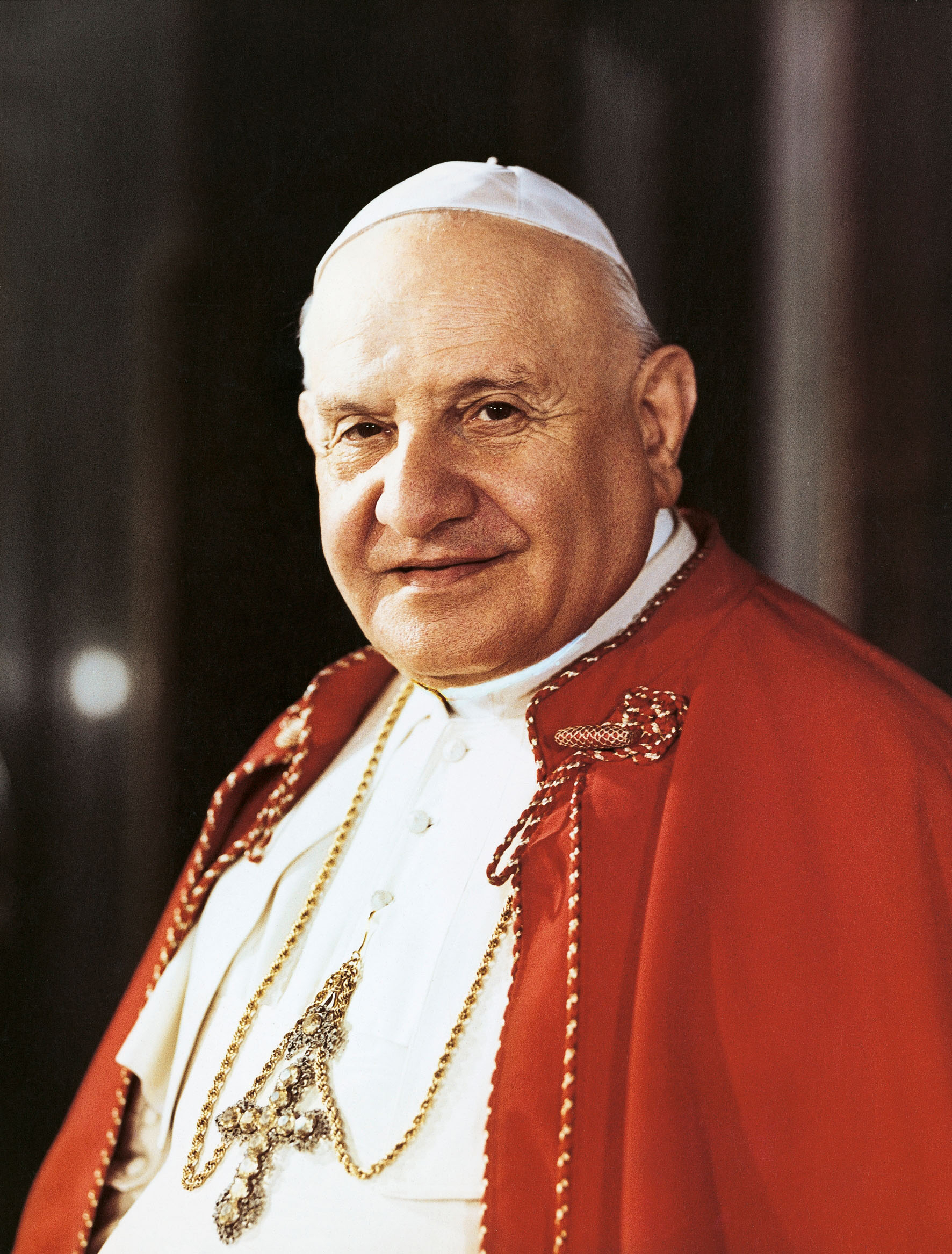
Paus Johannes XXIII
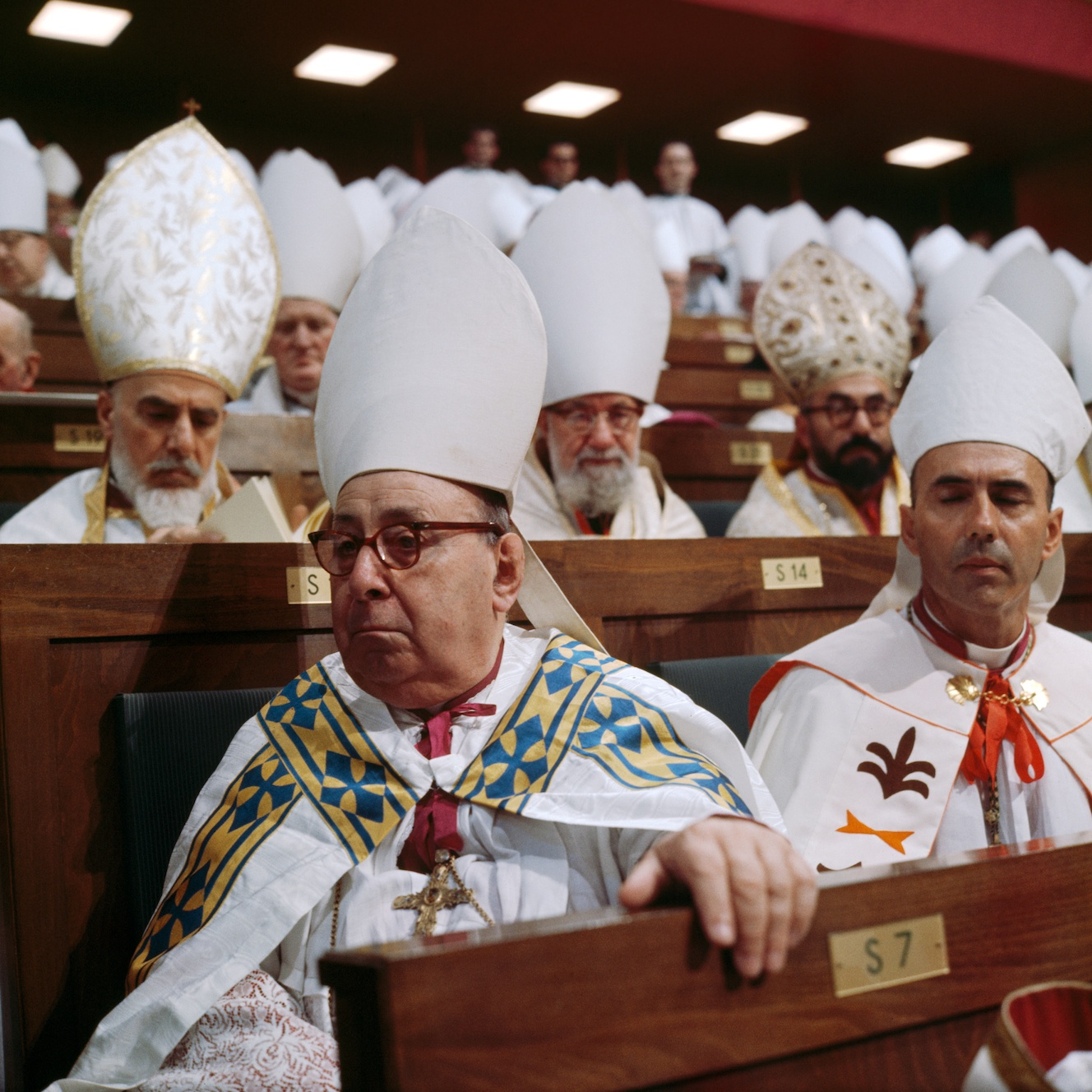
Tweede Vaticaans Concilie

### Protestantisme
De leer die Luther aanhing, was dat geloofs- en gewetensvrijheid gebonden waren aan het Woord Gods, de Bijbel. Een belangrijk detail daarbij is dat de opvatting ervan niet mag worden ingegeven door een autoriteit.
Wenn ich nicht durch Schriftzeugnisse oder helle Gründe werde überwunden werden, so bin ich überwunden durch die von mir angeführten Schriftzeugnisse, und mein Gewissen ist gebunden in Gottes Wort. Widerrufen kann und will ich nichts, weil wider das Gewissen zu handeln nicht sicher und nicht lauter ist. Gott helfe mir. Amen— Maarten Luther
In de Nederlanden zijn diverse pogingen gedaan door protestanten om andersdenkenden te vervolgen. Hoewel tijdens Tachtigjarige Oorlog pogingen werden ondernomen om geen katholieken "van goede wil" te vervolgen, was er ook een fanatieke protestante beweging die dit wel deed. Ook de Wederdopers werden vervolgd, waardoor groepen terecht kwamen in onder meer de Verenigde Staten, zoals de Amish en de hutterieten. Calvijn, de grondlegger van het calvinisme, had een diepgewortelde afkeer van het anabaptisme, libertinisme, Unitarisme, rooms-katholicisme, en mensen die niet (volledig) meegingen met de Reformatie. Zowel Calvijn als Luther hebben uitspraken gedaan over het jodendom die getuigen van een afkeer en die naar de huidige maatstaven als antisemitisch worden beschouwd. Zo schreef Luther het boek 'Over de Joden en hun leugens'.

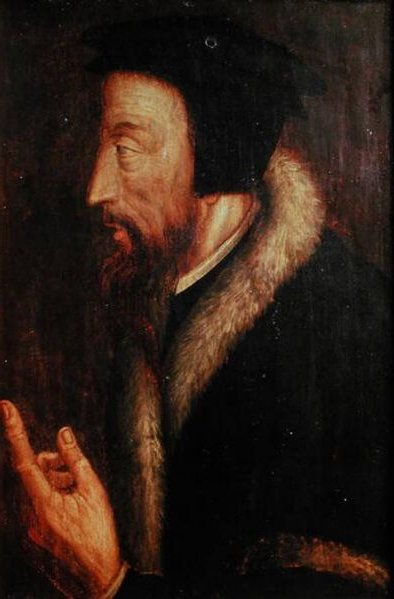
Johannes Calvijn
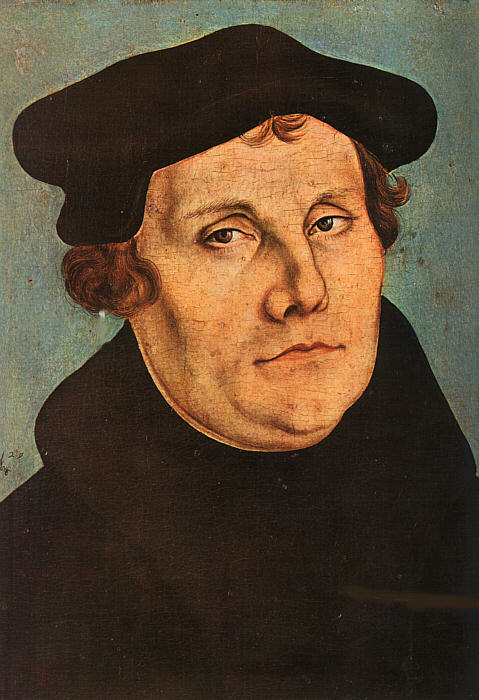
Maarten Luther